# AS Rhodos
Der AS Rodos (griechisch Αθλητικός Σύλλογος Ρόδος) ist ein griechischer Fußballverein aus Rhodos. Aufgrund finanzieller Probleme spielt der Verein aktuell nur noch in den regionalen Amateurligen des Landes.

## Geschichte
1968 entstand der Verein aus der Fusion der drei Vereine Diagoras, Dorieas und Rodiakos Rhodos. Nachdem eine Mannschaft sowie der Vorstand des neuen Klubs gebildet wurden, setzte man als Ziel den Aufstieg in die Alpha Ethniki. Doch dem gewünschten Ziel kam man in den kommenden Jahren nicht nahe und so spielte Rodos im Kampf um den Klassenerhalt in der zweiten Liga. Erst ab Mitte der 70er Jahre wandelten sich die Ergebnisse und der Verein verbesserte jährlich seine Position. 1977/78 gelang dann unter der Führung von Georgio Lampadi und Michalis Belli der lang ersehnte Aufstieg in die höchste griechische Spielklasse. Nach zwei Jahren stieg Rodos wieder in die zweite Liga ab. Dort angekommen teilte sich der Verein in der Saison 1980/81 den ersten Platz mit Egaleo AO Athen, so dass ein Entscheidungsspiel auf neutralem Boden ausgespielt werden musste. Im Stadion von Iraklio erzielte Kostas Papaoikonomos dabei das Tor des Tages und sorgte damit für den direkten Wiederaufstieg in die erste Liga.
In den folgenden Jahren erlebte der AS Rodos jedoch einen ständigen Abstieg und rutschte im Jahr 1988 erstmals sogar bis in den Amateurbereich ab. Nach zwei weiteren Auf- und Abstiegen fusionierte der Verein 1994 mit dem wieder entstandenen Verein Diagoras Rodos. Unter dem Namen Enosi Rodos-Diagoras stieg man 1993 wieder in die dritte Liga auf, nach zwei Jahren jedoch wieder in den Amateurbereich ab. Die Fusionierung scheiterte somit sowohl wirtschaftlich als auch sportlich und ab 1999 spielte man wieder unter dem Namen AS Rodos. Unter Vereinigung mit der Mannschaft von Panogiannion Rodos schaffte der Verein 2003 seinen bisher letzten Aufstieg in die dritte Liga, wo er seither spielt. In der Saison 2008/09 erreichte Rodos den 2. Tabellenplatz und qualifizierte sich somit für das Playoff-Spiel um den Aufstieg in die zweite Liga. Im Playoff-Spiel gegen Panetolikos verlor man zwar nach einer 1:0-Führung noch mit 1:2, durch den Zwangsabstieg von Apollon Kalamarias konnte Rodos dennoch später den Gang in die zweite Liga antreten.
Am Ende der Saison 2009/10 rettete der Verein sich in die Abstiegsrelegation, wurde dort nach fünf Unentschieden und einer Niederlage in sechs Spielen jedoch Letzter und stieg wieder in die Football League 2 ab.

## Ligazugehörigkeit
- 1968–1978: Beta Ethniki
- 1978–1980: Alpha Ethniki
- 1980–1981: Beta Ethniki
- 1981–1983: Alpha Ethniki
- 1983–198?: Beta Ethniki
- 198?–1988: Gamma Ethniki
- 1988–1989: Amateurliga
- 1989–1990: Gamma Ethniki
- 1990–1991: Amateurliga
- 1991–1993: Gamma Ethniki
- 1993–1995: Amateurliga
- 1995–1998: Gamma Ethniki
- 1998–2003: Amateurliga
- 2003–2009: Gamma Ethniki
- 2009–2010: Beta Ethniki
- 2010–2011: Football League 2
- 2011–2012: Delta Ethniki
- 2012–2016: Amateurliga
- 2016–2018: Gamma Ethniki
- 2018–2019: Amateurliga
- 2019–: Gamma Ethniki

## Bekannte Spieler
- Nikola Gjoševski (2009)
- Ricardo Villar (2010)

## Trainer
- Kostas Polychroniou (1981–1982)
- Reiner Maurer (2010)